# Стамбул-Сабіха Гьокчен

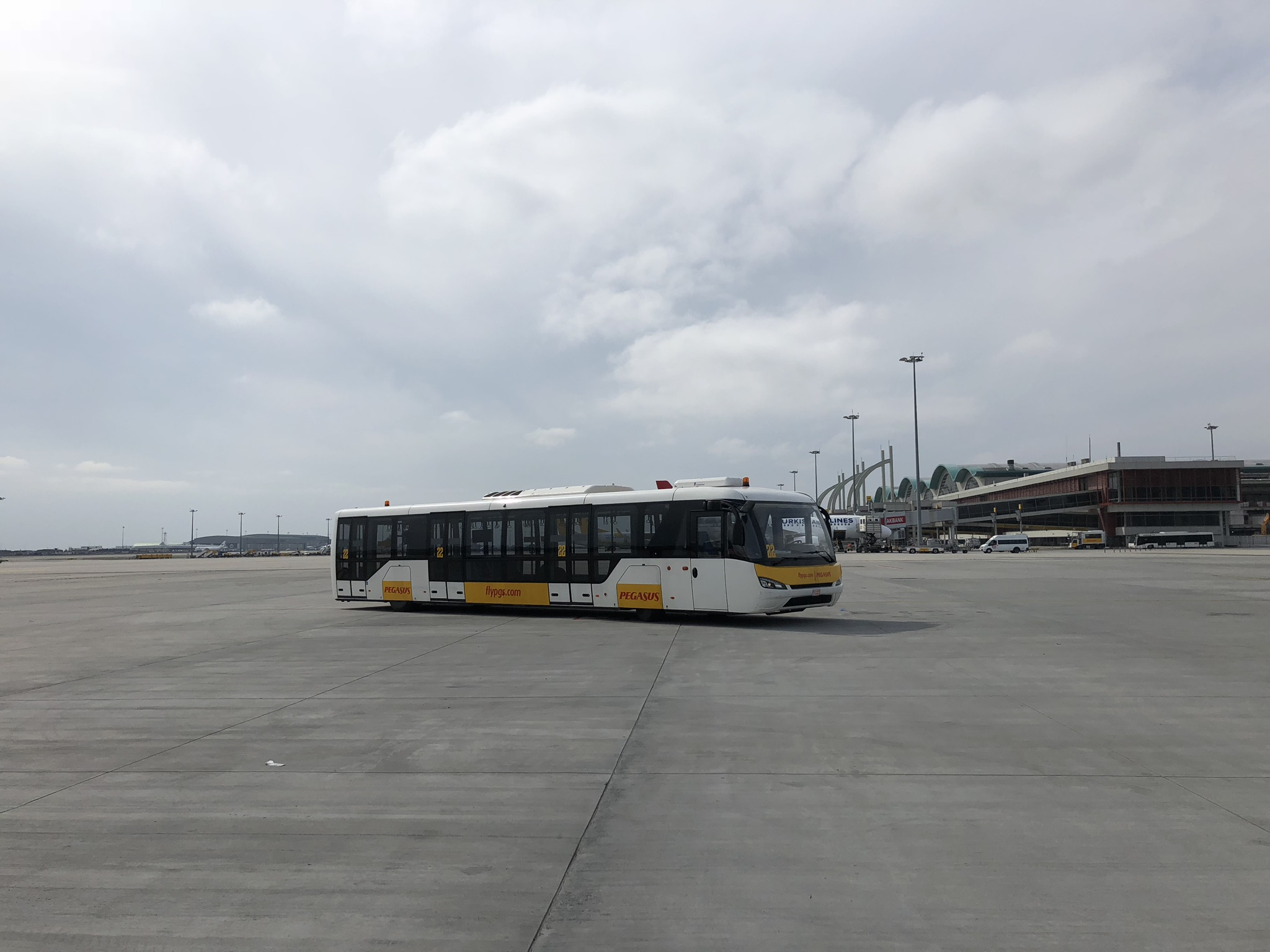
Один з перонних автобусів аеропорту

Аеропорт Стамбул-Сабіха Гьокчен (тур. İstanbul Sabiha Gökçen Havalimanı; (IATA: SAW, ICAO: LTFJ)) — міжнародний аеропорт в Стамбулі, Туреччина. Розташований за 35 км на південний схід від його центру, в анатолійській частині. Названий на честь першої в історії Туреччини жінки-військового пілота Сабіхи Гьокчен.
За 2019 рік аеропорт обслужив 35 465 508 осіб.
Аеропорт є хабом для:
- AnadoluJet
- Pegasus Airlines
- Turkish Airlines

## Огляд
Аеропорт було побудовано задля розвантаження аеропорту Стамбул-Ататюрк (на фракійській стороні). У червні 2007 року, турецький конгломерат Limak Holding, India's GMR Group та Malaysia Airports (MAHB) консорціум отримав контракт на модернізацію аеропорту. У середині 2008 року, було розпочато будівництво новітнього термінала з пасажирообігом 25,000,000 осіб на рік. Новий термінал було відкрито 31 жовтня 2009 року.

## Наземний транспорт
Аеропорт Стамбул-Сабіха Гекчен пов'язаний з містом Стамбул і метропольною областю цього міста через ряд транспортних коридорів. До основного терміналу аеропорту легко дістатися на машині від E80 (Транс-Європейської автомагістралі), яким також прямує громадський транспорт:
- KM22 — Міжнародний аеропорт ISG — Станція метро Картал (пересадка на лінію M4 Стамбульського метро). Найшвидший спосіб дістатися до Стамбульського метро.
- Е3 — Міжнародний аеропорт ISG — 4. Левент (пересадка на Стамбульське метро)
- E9 — Міжнародний аеропорт ISG — Бостанджи (тур. Bostancı)
- E10, E11 — Міжнародний аеропорт ISG — Курткей — Кадикей (пересадка на станцію Хайдарпаша і IDO — поромів до Еминьоню і Каракей)
- 16S — Міжнародний аеропорт ISG — Енишехир — Козьятаги- Метробус Узунчаїр (пересадка на Метробус)
- 18H — ISG Міжнародний аеропорт — Султанбейлі
- 130H — Міжнародний аеропорт ISG — Тузла
- 132 — Картал — Тепеорен

## Авіалінії та напрямки, квітень 2022

### Пасажирські
| Авіакомпанія       | Пункт призначення |
| ------------------ | --- |
| Air Arabia         | Абу-Дабі, Шарджа |
| Air Arabia Maroc   | Касабланка, Танжер |
| Air Manas          | Бішкек |
| AnadoluJet         | Адана, Амстердам, Анкара, Анталія, Багдад, Бахрейн, Баку, Барселона, Базель, Берлін, Бодрум, Брюссель, Кельн/Бонн, Копенгаген, Даламан, Даммам, Діярбакир, Дубай, Дюссельдорф, Едреміт-Керфез, Ербіль, Ерджан, Ерзінджан, Ерзрум, Франкфурт, Ґазіантеп, Гамбург, Ганновер, Хатай, Игдир, Ізмір, Джидда, Карс, Кайсері, Кувейт, Лондон-Станстед, Мардін, Медина, Мілан-Мальпенса (завершення 15 травня 2022),, Мюнхен, Невшехір-Кападокія, Орду-Ґіресун, Париж-Шарль де Голль, Приштина, Ріяд, Рим-Ф'юмічіно, Самсун, Сараєво, Шарджа, Сівас, Штутгарт, Тбілісі, Тегеран-Імам Хомейні, Тель-Авів, Трабзон, Урмія, Ван, Відень, Цюрих Сезонно: Мілан-Бергамо (з 16 травня 2022), Будапешт (з 2 червня 2022) |
| Buta Airways       | Баку |
| Emirates           | Дубай |
| FlyArystan         | Туркестан-Хазрет Султан |
| FlyBaghdad         | Багдад |
| flydubai           | Дубай |
| Flynas             | Джидда, Ер-Ріяд |
| Jazeera Airways    | Кувейт |
| Kuwait Airways     | Сезонний: Кувейт |
| Nile Air           | Каїр |
| Pegasus Airlines   | Абу-Дабі, Адана, Алмати, Амстердам, Анкара, Анталія, Афіни, Багдад, Бахрейн, Барселона, Базель-Мюлуз-Фрайбург, Басра, Батман, Батумі, Бейрут, Белград, Бергамо, Берлін-Бранденбург, Бішкек, Міляс-Бодрум, Болонья, Бухарест, Будапешт, Брюссель-Шарлеруа, Касабланка, Кельн/Бонн, Копенгаген, Даламан, Даммам, Денізлі-Чардак, Діярбакир, Доха, Дубай, Дюссельдорф, Едреміт-Керфез, Ейндговен, Елязиг, Ербіль, Ерджан, Ерзінджан, Ерзрум, Франкфурт, Ґазіантеп, Газіпаша, Женева, Грозний, Гамбург, Ганновер, Хатай, Гельсінкі, Хургада, Ізмір, Кахраманмараш, Карачі, Карс, Кастамону, Кайсері, Харків, Конья, Краснодар, Кувейт, Лондон-Станстед, Львів (призупинено), Ліон, Мадрид, Малатья, Манчестер, Мардін, Марсель, Медина, Мерзифон, Мілан-Мальпенса, Мінеральні Води, Москва-Домодєдово, Мюнхен, Мюнстер-Оснабрюк, Муш, Маскат, Невшехір-Кападокія, Ніцца, Нюрнберг, Осло-Гардермуен, Орду-Ґіресун, Париж-Орлі, Прага, Приштина, Рас-ель-Хайма, Ріяд, Рим-Ф'юмічіно, Роттердам, Самсун, Шанлиурфа, Сараєво, Шарджа, Шарм-ель-Шейх, Сівас, Скоп'є, Стокгольм-Арланда, Штутгарт, Сулейманія Тбілісі, Тегеран-Імам Хомейні, Тель-Авів, Тирана, Трабзон, Ван, Венеція, Відень, Запоріжжя (призупинено), Цюрих |
| Pobeda             | Казань, Краснодар, Москва-Внуково |
| Qatar Airways      | Доха |
| SalamAir           | Маскат |
| Uzbekistan Airways | Чартер: Ташкент |

### Вантажні
| Авіакомпанія    | Пункт призначення             |
| --------------- | ----------------------------- |
| Cargolux        | Люксембург                    |
| Ethiopian Cargo | Аддис-Абеба                   |
| MNG Airlines    | Лейпциг, Париж-Шарль де Голль |

## Пасажирообіг
Див. джерело запитів Вікіданих та джерела.

## Ресурси Інтернету
- Офіційний сайт